# PRIDE GRANDPRIX 2004 決勝戦
PRIDE GRANDPRIX 2004 決勝戦（プライドグランプリにせんよん けっしょうせん）は、日本の総合格闘技イベント「PRIDE」の大会の一つ。2004年（平成16年）8月15日、埼玉県さいたま市のさいたまスーパーアリーナで開催された。海外PPVでの大会名は、「PRIDE Final Conflict 2004」。
本大会では、ヘビー級グランプリの準決勝・決勝が行われた。

## 大会概要
ヘビー級グランプリ準決勝第1試合ではアントニオ・ホドリゴ・ノゲイラがセルゲイ・ハリトーノフに判定で勝利。準決勝第2試合では小川直也とエメリヤーエンコ・ヒョードルが対戦するが、小川はヒョードルに手も足も出ず一本負け。決勝戦のヒョードル対ノゲイラは偶発的なバッティングによるカットで無効試合となり、決着はPRIDE 男祭り 2004に持ち越しとなった。
ワンマッチでは、ミルコ・クロコップがエメリヤーエンコ・アレキサンダーを左ハイキックでKO。ヴァンダレイ・シウバは、近藤有己を踏みつけでKOした。
試合後、次期ミドル級王座挑戦者クイントン・"ランペイジ"・ジャクソンがリングインし、高田延彦統括本部長の呼びかけに応える形で2004年10月31日のPRIDE.28でのミドル級タイトルマッチが発表された。

## 試合結果
第1試合 ミドル級ワンマッチ 1R10分、2・3R5分
○  中村和裕 vs.  ムリーロ・ブスタマンチ ×
3R終了 判定3-0
第2試合 PRIDE GRANDPRIX 2004 準決勝 1R10分、2R5分
○  アントニオ・ホドリゴ・ノゲイラ vs.  セルゲイ・ハリトーノフ ×
2R終了 判定3-0
※ノゲイラが決勝進出
第3試合 PRIDE GRANDPRIX 2004 準決勝 1R10分、2R5分
○  エメリヤーエンコ・ヒョードル vs.  小川直也 ×
1R 0:54 腕ひしぎ十字固め
※ヒョードルが決勝進出
第4試合 PRIDE GRANDPRIX 2004 リザーブマッチ 1R10分、2・3R5分
○  ロン・ウォーターマン vs.  ケビン・ランデルマン ×
1R 7:44 V1アームロック
※ウォーターマンがリザーブ権獲得
第5試合 ヘビー級ワンマッチ 1R10分、2・3R5分
○  ミルコ・クロコップ vs.  エメリヤーエンコ・アレキサンダー ×
1R 2:09 KO（左ハイキック→パウンド）
第6試合 ミドル級ワンマッチ 1R10分、2・3R5分
○  ヴァンダレイ・シウバ vs.  近藤有己 ×
1R 2:46 KO（踏みつけ）
第7試合 PRIDE GRANDPRIX 2004 決勝戦 1R10分、2R5分
－  エメリヤーエンコ・ヒョードル vs.  アントニオ・ホドリゴ・ノゲイラ －
1R 3:52 無効試合（バッティング）